# Bort
Bort, pseudonimo di Mario Bortolato (Salzano, 2 agosto 1926 – Alessandria, 19 gennaio 2019), è stato un disegnatore e fumettista italiano.

## Biografia
Nato a Salzano, in provincia di Venezia, si trasferì prima a Voghera e poi ad Alessandria dove si laureò in Giurisprudenza. 
Esordì negli anni Cinquanta su varie riviste satiriche, come Marc'Aurelio e Guerin Meschino. La sua carriera continuò attraverso il gruppo Disegnatori Riuniti, creato e diretto da Cassio Morosetti, con cui pubblicò i suoi lavori su riviste di tutto il mondo. toccando alcune tra le riviste più lette degli anni ’50 e ’60 – fra tutte, Epoca, L’Europeo e Le Ore. Nel 1955 vinse il Dattero d’Argento al Festival dell’Umorismo di Bordighera.
Collaborò anche con Grazia, Famiglia cristiana, Millelibri, Domenica quiz e Relax. 
Fu autore anche di alcuni libri.
Cittadino onorario di Salzano, il 4 aprile 2018 aveva tagliato il nastro della mostra #SaveBorsalino, iniziativa per salvare la storica fabbrica di cappelli, per la quale aveva realizzato delle tavole esposte all'ingresso.

## La Settimana Enigmistica e le "ultime parole famose"
Bort è ricordato per aver concepito e disegnato, per la rivista La Settimana Enigmistica, la rubrica "Le ultime parole famose". Pubblicata per la prima volta nel 1963, diverrà una presenza costante all'interno delle pagine umoristiche finali del giornale, affermandosi come una tra le più famose del settimanale. Il disegnatore continuò a produrre vignette fino almeno al 2013, tuttavia - grazie alle tavole inedite realizzate nel passato e disponibili nel magazzino della rivista - la presenza delle opere di Bort poté continuare fino al 1º gennaio 2017, quando iniziò ad essere affidata da un altro autore. La frase che dà il titolo alla rubrica divenne col tempo un diffuso modo di dire.